# Jean-Baptiste Eugène Bellier de la Chavignerie

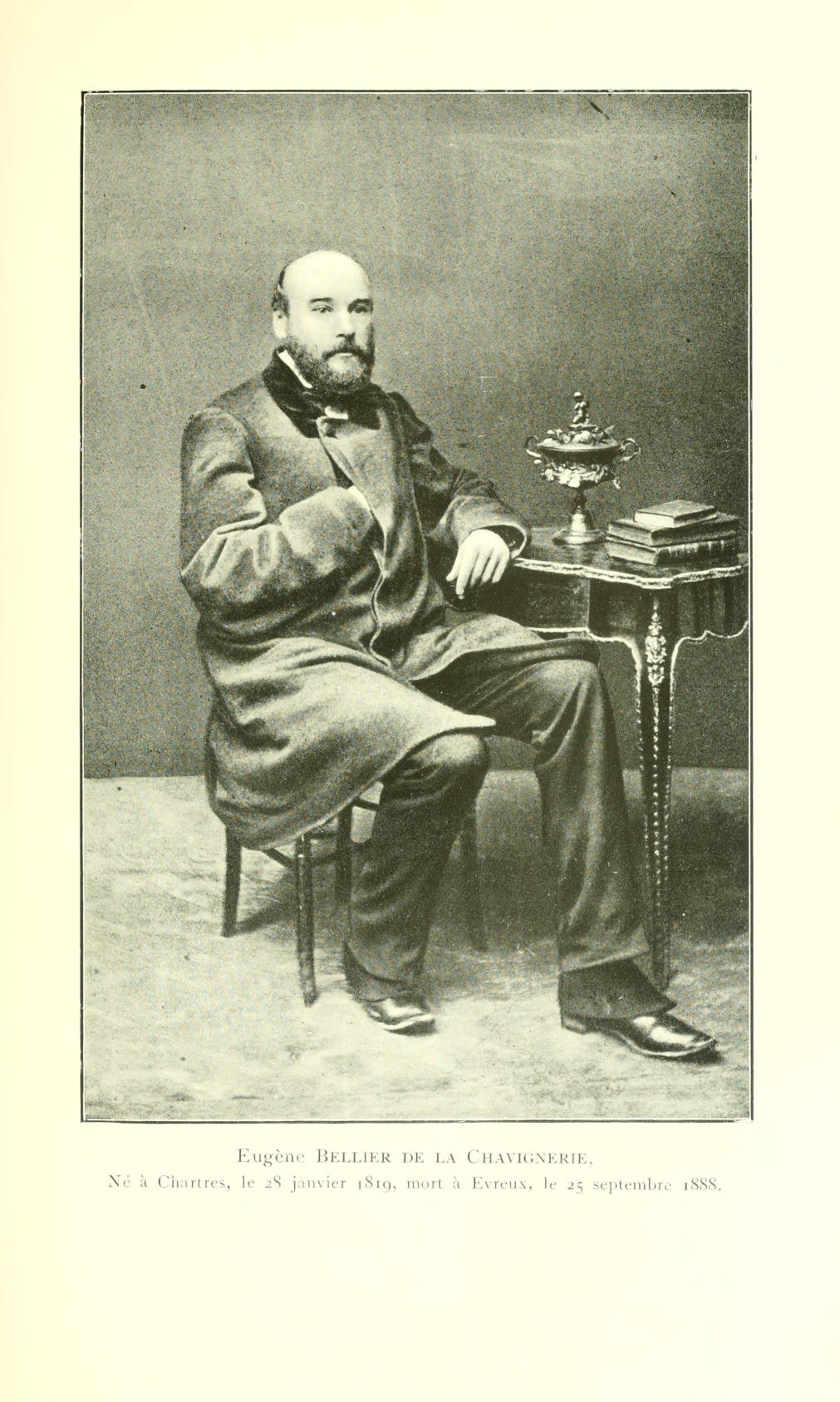
Jean-Baptiste Eugène Bellier de la Chavignerie

Jean-Baptiste Eugène Bellier de la Chavignerie (* 28. Januar 1819 in Chartres; † 25. September 1888 in Évreux) war ein französischer Entomologe. Er war spezialisiert auf Schmetterlinge.

## Leben
Bellier de Chavignerie arbeitete ab 1844 im Pariser Justizministerium, zunächst als Attaché, dann als Expéditionnaire und Redacteur. 1859 nahm er seinen Abschied. Während seiner Zeit am Justizministerium ging er jeden Abend begleitet von Frau und Tochter nach Dienstschluss in den Bois de Boulogne um Schmetterlinge zu fangen. 1870 zog er nach Évreux.
Daneben befasste er sich schon als Jugendlicher mit Naturbeobachtung und Insekten, angeregt durch seinen Großvater Marchand, der ein Schmetterlingssammler war (und seinen Onkel Armand Marchand, der Ornithologe war). Zunächst sammelte er Käfer, später nur noch Schmetterlinge. Er sammelte außer in der Umgebung von Paris auch in Sizilien, Korsika, den Alpen, der Auvergne und der Pyrenäen. Seine Schmetterlings- und Käfersammlung wurde nach seinem Tod 1889 von Charles Oberthür erworben.
Er verkaufte auch zu Lebzeiten nebenbei Insekten. 1857 war er Präsident der französischen entomologischen Gesellschaft (Société entomologique de France).